# 赫伯特·布朗
赫伯特·查尔斯·布朗（英語：Herbert Charles Brown，1912年5月22日—2004年12月19日），乌克兰裔美籍犹太人化学家，1979年因将硼化合物用于有机合成之中而与格奥尔格·维蒂希分享诺贝尔化学奖。

## 生平
1912年5月22日，赫伯特·布朗生于英國伦敦一个来自日托米尔的乌克兰裔犹太人家庭。1914年，在其两岁时，举家迁往美国芝加哥。1930年代初，布朗先后就读于Crane Junior College和Wright Junior College两个学院。1935年秋，他进入芝加哥大学。1936年，仅三个学期后，他便取得了理学学士学位。同年成为美国公民。
1937年2月6日，他与萨拉·贝伦（Sarah Baylen）结婚。1938年，他又快速地从芝加哥大学取得理学博士学位。由于无法在工业界找到合适的职位，赫伯特·布朗接受了一份博士后工作，这成为了他学术生涯的开端。1939年，他成为芝加哥大学的一名讲师；1943年，他又前往韦恩州立大学任助理教授，1946年晋升为副教授。1947年，他成为普渡大学的无机化学教授（ Professor of Inorganic Chemistry），此后31年一直在任，直到1978年退休成为荣誉教授。
2004年12月19日，赫伯特·布朗因心脏病在印第安纳州拉法葉的一家医院去世。普渡大学以他的名字命名了赫伯特·布朗化学实验室（Herbert C. Brown Laboratory of Chemistry）。

## 研究
在第二次世界大战期间，赫伯特·布朗与他的导师赫尔曼·欧文·施莱辛格（Hermann Irving Schlesinger）的合作中，布朗发现了一种生产硼氢化钠的方法，得到的硼氢化钠可用于制造单质硼和氢气。他研究出的手性硼烷化合物可用于还原某些有机化合物得到纯的不对称对映体，这是当时第一种得到纯的不对称对映体化合物的方法。
1969年被授予美国国家科学奖章，1979年獲得諾貝爾化學獎。

## 門生
日本科學家根岸英一與鈴木章曾在布朗門下作博士後研究。布朗曾預言兩人將獲諾貝爾獎，根岸與鈴木也確實於2010年共享了諾貝爾化學獎。